# سرتخت دم‌نواری
سرتخت دم‌نواری (نام علمی: Platycephalus indicus) نام یک گونه از سرده سرتخت‌ها است.